# Culicoides longiradialis
Culicoides longiradialis är en tvåvingeart som beskrevs av Tokunaga 1962. Culicoides longiradialis ingår i släktet Culicoides och familjen svidknott. Inga underarter finns listade i Catalogue of Life.